# النشرة التجارية لغرفة يافا التجارية (مجلة)
النشرة التجارية لغرفة تجارة يافا الوطنية  هي مجلة فلسطينية صدرت بتاريخ 18 مايو 1924 زمن الانتداب البريطاني، وتهتم بالقضايا التجارية والاقتصادية، وكانت تصدر عن غرفة التجارة في يافا. ركزت المجلة على الواقع الاقتصادي في فلسطين من خلال مقالات علمية شارك فيها مجموعة من الكتاب والمتخصصين العرب مثل ميشيل بيروتي، قسطنطنيدي وآخرين. كما اهتمت بالأخبار والقضايا الاقتصادية للعديد من البلاد. يظهر على صفحاتها العديد من الإعلانات التجارية لشركات انجليزية وفرنسية عكس مجلة غرفة تجارة حيفا الوطنية. 